# Scitala sororia
Scitala sororia är en skalbaggsart som beskrevs av Britton 1987. Scitala sororia ingår i släktet Scitala och familjen Melolonthidae. Inga underarter finns listade i Catalogue of Life.